# 評判システム
評判システム（ひょうばんシステム、英: Reputation system）とは、評判を通じて信頼を築くために、オンラインコミュニティでユーザーが互いを評価できるようにするプログラムまたはアルゴリズムのことである。

## 解説
これらのシステムのいくつかの一般的な使用法は、eBay、Amazon.com、Etsyなどの電子商取引ウェブサイトや、Stack Exchangeなどのオンラインアドバイスコミュニティで見られる。これらの評判システムは、「インターネットを介したサービス提供の意思決定支援」において重要な傾向を示している。ショッピング、アドバイス、その他の重要な情報の交換のためのオンラインコミュニティの普及に伴い、評判システムはオンライン体験にとって非常に重要なものになりつつある。評判システムの考え方は、消費者が製品やサービスを物理的に試したり、情報を提供する人を見たりすることができなくても、レコメンダシステムによって構築された信頼を通じて、交換の結果に自信を持つことができるというものである。
協調フィルタリングは、レコメンダシステムで最も一般的に使用されており、コミュニティのメンバーから評価を収集するという点で、評判システムと関連している。評判システムと協調フィルタリングの根本的な違いは、ユーザーのフィードバックの使い方にある。協調フィルタリングでは、ユーザー間の類似性を見つけて顧客に製品を推奨することが目的である。一方、評判システムの役割は、オンラインコミュニティのユーザー間の信頼を構築するために、集団の意見を収集することにある。

## 種類

### オンライン
ハワード・ラインゴールドは、オンラインの評判システムは、「古くから人間の本質的な特性を新しく強力な方法で操作することを可能にするコンピュータベースのテクノロジー」であると述べている。ラインゴールドは、これらのシステムは、インターネットユーザーがオンラインで取引を行う相手への信頼を得る必要性から生まれたと述べている。彼が人間のグループで指摘している特性は、噂のような社会的機能が「誰を信頼すべきか、他の人が誰を信頼しているか、誰が重要か、そして誰が誰が重要かを決めているかについて、私たちを最新の状態に保つ」ということである。eBayやAmazonなどのインターネットサイトは、この社会的特性を利用しようとしており、「何百万人もの顧客の貢献を中心に構築され、サイトを通じて交換されるコンテンツやトランザクションの質を監視する評判システムによって強化されている」と彼は主張している。

### 評判バンク
新興の共有経済は、ピアツーピアマーケットプレイスやサービスにおける信頼の重要性を高めている。ユーザーは個々のシステムで評判と信頼を築くことができるが、通常はそれらの評判を他のシステムに持ち込む能力がない。レイチェル・ボッツマンとルー・ロジャースは、彼らの著書『What's Mine is Yours』（2010年）の中で、「複数の形態のコラボレーティブ消費全体で評判資本を集約するネットワークの何らかの形態ができるのは時間の問題だ」と論じている。評判バンクと呼ばれることが多いこれらのシステムは、ユーザーに複数のシステム全体で評判資本を管理するためのプラットフォームを提供しようとしている。

## 効果的な評判システムの維持
評判システムの主な機能は、オンラインコミュニティのユーザー間で信頼感を築くことである。実店舗と同様に、信頼と評判は顧客フィードバックを通じて構築することができる。コンピューティングマシン協会のポール・レズニックは、評判システムが効果的に機能するために必要な3つの特性を説明している。
1. エンティティには長い寿命があり、将来のインタラクションについて正確な期待を生み出さなければならない。
2. 過去のインタラクションに関するフィードバックを取り込み、配布しなければならない。
3. 信頼の手引きとしてフィードバックを使用しなければならない。

これらの3つの特性は、信頼できる評判を構築する上で非常に重要であり、すべてユーザーフィードバックという1つの重要な要素を中心に展開されている。評判システムにおけるユーザーフィードバックは、それがコメント、評価、推奨の形であっても、貴重な情報である。ユーザーフィードバックがなければ、評判システムは信頼の環境を維持することができない。
ユーザーフィードバックの引き出しには、3つの関連した問題がある。
1. これらの問題の第一は、フィードバックを提供するオプションが必須ではない場合に、ユーザーがフィードバックを提供する意思があるかどうかである。オンラインコミュニティで大量のインタラクションが発生しているのにフィードバックが収集されていない場合、信頼と評判の環境を形成することはできない。
2. これらの問題の第二は、ユーザーから否定的なフィードバックを得ることである。ユーザーが否定的なフィードバックを与えたがらない理由には多くの要因があるが、最も顕著なのは報復への恐れである。フィードバックが匿名でない場合、多くのユーザーは否定的なフィードバックを与えると報復を恐れる。
3. ユーザーフィードバックに関連する最後の問題は、ユーザーから正直なフィードバックを引き出すことである。フィードバックの真実性を保証する具体的な方法はないが、正直なフィードバックのコミュニティが確立されていれば、新しいユーザーも正直なフィードバックを与える可能性が高くなる。

チョサンらが説明している効果的な評判システムへの他の落とし穴には、アイデンティティの変更と差別が含まれる。これらのアイデアも、正確で一貫性のあるユーザーフィードバックを得るために、ユーザーの行動を規制するという考え方に結びついている。異なるタイプの評判システムを分析する際は、各システムの有効性を判断するために、これらの特定の機能を見ることが重要である。

### 標準化の試み
IETFは、評判データを交換するためのプロトコルを提案した。これは当初、電子メールアプリケーションを対象としていたが、その後、評判ベースのサービスの一般的なアーキテクチャとして開発され、続いて電子メール固有の部分が開発された。しかし、電子メール評判の主力は、そのプロトコルに従わないDNSxLにある。これらの仕様は、フィードバックの収集方法については言及していない（実際、電子メール送信エンティティの粒度では、受信者から直接フィードバックを収集することは非現実的である）が、評判の照会/応答方法のみに関係している。

## 実用的な応用の顕著な例
- 検索: ウェブ（PageRankを参照）
- 電子商取引: eBay、Epinions（英語版）、Bizrate（英語版）、Trustpilot（英語版）
- ソーシャルニュース: Reddit、Digg、Imgur
- プログラミングコミュニティ: Advogato（英語版）、フリーランスマーケットプレイス、Stack Overflow
- ウィキ: 投稿数と品質の向上[9]。
- インターネットセキュリティ: TrustedSource
- 質問回答サイト: Quora、Yahoo! Answers、Gutefrage.net（英語版）、Stack Exchange
- 電子メール: DNSBLとDNSWL（英語版）は、電子メール送信者に関するグローバルな評判を提供
- 個人の評判: カウチサーフィン（旅行者向け）
- 非政府組織（NGO）: GreatNonProfits.org、GlobalGiving（英語版）
- 翻訳者と翻訳外注業者の専門的な評判: ProZ.com（英語版）でのBlueBoard
- 汎用評判システム: Yelp, Inc.
- 学術: 一般的な書誌計量尺度、例えば研究者のh指数

## 資源としての評判
高い評判資本は、多くの場合、保有者に利益をもたらす。例えば、多くの研究で、eBayでの売り手の評価と販売価格の間に正の相関関係があることが明らかになっており、高い評判は、ユーザーがアイテムでより多くのお金を得るのに役立つことを示している。オンラインマーケットプレイスでの高い製品レビューは、販売量の増加にも役立つ。
抽象的な評判は一種の資源として利用でき、短期的な利益のために取引したり、努力を投資して構築したりすることができる。例えば、評判の良い企業は、評判が下がるまで、品質の低い製品を高い利益で販売したり、評判を高めるために品質の高い製品を販売したりすることができる。一部の評判システムでは、さらに進んで、システム内で評判を明示的に使用して利益を得ることができるようになっている。例えば、Stack Overflowコミュニティでは、評判ポイントを質問の「賞金」に使用して、他のユーザーに質問に答えるインセンティブを与えることができる。
明示的な支出メカニズムがなくても、評判システムは、多くの場合、ユーザーが評判を過度に損なうことなく使用しやすくなっている。例えば、高い乗車受諾スコア（ドライバーの評判によく使われる指標）を持つライドシェア企業のドライバーは、顧客をより選択的にすることを選択し、ドライバーの受諾スコアは下がるが、運転経験は向上する。サービスによって提供される明示的なフィードバックにより、ドライバーは選択性を慎重に管理して、ペナルティを受けすぎないようにすることができる。

## 攻撃と防御
評判システムは一般的に攻撃に対して脆弱であり、多くのタイプの攻撃が可能である。評判システムは、予測不可能なユーザー数や潜在的な敵対的環境を含むがこれらに限定されない様々な要因に基づいて正確な評価を生成しようとするため、攻撃と防御のメカニズムは評判システムにおいて重要な役割を果たす。
評判システムの攻撃分類は、どのシステムコンポーネントと設計の選択肢が攻撃のターゲットになっているかを特定することに基づいている。一方、防御メカニズムは既存の評判システムに基づいて結論付けられている。

### 攻撃者モデル
攻撃者の能力は、システムに対する攻撃者の位置（内部攻撃者と外部攻撃者）など、いくつかの特徴によって決まる。内部者は、システムへの正当なアクセス権を持ち、システム仕様に従って参加できるエンティティであり、外部者は、システム内の識別可能または不可能な、許可されていないエンティティである。
外部攻撃はコンピュータシステム環境の他の攻撃とよく似ているため、評判システムでは内部攻撃により焦点が当てられる。通常、攻撃者は利己的または悪意のある意図によって動機づけられており、攻撃者は単独または連合して行動できるという共通の仮定がある。

### 攻撃の分類
評判システムに対する攻撃は、攻撃者の目的と方法に基づいて分類される。
- 自己宣伝攻撃。攻撃者が自身の評判を偽って高める。典型的な例は、シビル攻撃（英語版）と呼ばれるもので、攻撃者が多数の偽名エンティティを作成し、それらを使用して不釣り合いに大きな影響力を得ることで評判システムを破壊する[15]。評判システムのシビル攻撃に対する脆弱性は、シビルの生成コスト、評判システムが信頼できるエンティティにリンクされた信頼の連鎖を持たないエンティティからの入力を受け入れる度合い、評判システムがすべてのエンティティを同一に扱うかどうかに依存する。
- ホワイトウォッシング攻撃。攻撃者は、システムの脆弱性を利用して評判を更新する。この攻撃は通常、評判の結果を計算するために使用される評判システムの定式化を標的にする。ホワイトウォッシング攻撃は、他のタイプの攻撃と組み合わせて、それぞれの効果を高めることができる。
- 中傷攻撃。攻撃者が偽のデータを報告して、被害ノードの評判を下げる。単一の攻撃者または攻撃者の連合によって達成できる。
- 統制攻撃。攻撃者は努力を調整し、上記のいくつかの戦略を採用する。統制攻撃の有名な例として、振動攻撃が知られている[16]。
- サービス拒否攻撃。攻撃者は、DoS攻撃の手法を使用して、評判システムにおける評判値の計算と普及を防ぐ。

### 防御戦略
以上の攻撃を防ぐためのいくつかの戦略を以下に示す。
- 複数のIDの防止
- 虚偽の噂の生成の緩和
- 虚偽の噂の拡散の緩和
- システムの短期的な悪用の防止
- サービス拒否攻撃の緩和